# Сако (Салерно)
Сако (итал. Sacco) је насеље у Италији у округу Салерно, региону Кампанија.
Према процени из 2011. у насељу је живело 331 становника. Насеље се налази на надморској висини од 559 м.

## Становништво
| 1936. | 1951. | 1961. | 1971. | 1981. | 1991. | 2001. | 2011. |
| ----- | ----- | ----- | ----- | ----- | ----- | ----- | ----- |
| 1.702 | 1.792 | 1.688 | 1.235 | 1.042 | 905   | 701   | 559   |